# Sainte-Marie, Pyrénées-Orientales

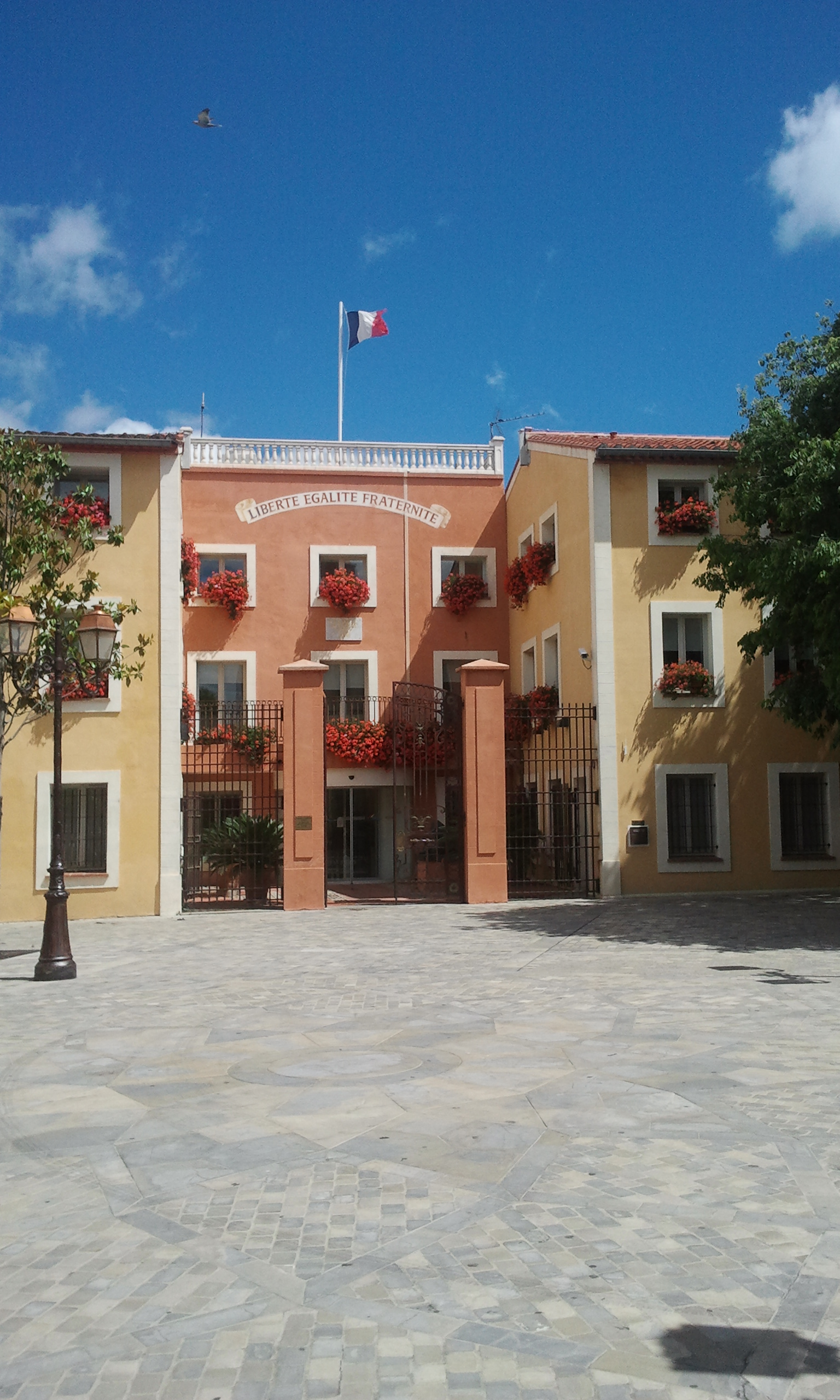
Sainte-Marie-la-Mer

Sainte-Marie hoặc Sainte-Marie-la-Mer là một xã trong tỉnh Pyrénées-Orientales, vùng Occitanie phía nam nước Pháp. Xã Sainte-Marie, Pyrénées-Orientales nằm ở khu vực có độ cao trung bình 8 mét trên mực nước biển.